# Barry Sheene
Barry Steven Frank Sheene (Londra, 11 settembre 1950 – Sydney, 10 marzo 2003) è stato un pilota motociclistico britannico, due volte campione del mondo della classe 500 nel 1976 e nel 1977.

## Carriera
Nato nella periferia londinese, fu introdotto nel mondo delle moto da suo padre Frank, meccanico, preparatore e amico di Francisco Bultó (patron della Bultaco), che assemblò inizialmente una moto di 50 cm³ con motore Ducati. Successivamente possedette una Triumph Tiger, una Bultaco e una Derbi.
Esordì come pilota di motociclismo a diciotto anni, riuscendo ad ottenere buoni risultati a livello nazionale. Nel 1970 ebbe l'opportunità di esordire nel mondiale in occasione dell'ultima prova stagionale, il GP di Spagna. Corse in classe 500 in sella ad una Bultaco ma dovette ritirarsi; utilizzando invece una Suzuki ottenne il secondo posto in classe 125. Nel 1971 vinse quattro Gran Premi, 3 in sella ad una Suzuki 125 e uno con una Kreidler 50 cm³, terminando la stagione al secondo posto nella classifica della ottavo di litro. Per due anni non ottenne però nessun risultato di rilievo, tanto da far credere di essere un pilota finito. Nel 1973 partecipò e vinse la prima edizione della Formula 750, partecipando anche ad alcune edizioni successive.
Passato alla 500 nel 1974, fino al 1981 Sheene conquistò 19 vittorie che gli valsero, nel 1976 e nel 1977, il titolo di campione del mondo con la Suzuki RG 500. Il 28 giugno 1975 regala anche alla Suzuki 4 cilindri la prima vittoria sul circuito di Assen (l'Università per i motociclisti)  nella "mezzo litro" sorpassando Agostini all'ultimo giro nella S prima del traguardo. Negli anni successivi subì la supremazia agonistica dell'astro emergente del motociclismo Kenny Roberts, classificandosi secondo nel campionato mondiale del 1978 e terzo in quello del 1979 (dietro anche all'italiano Virginio Ferrari).
Celebre per il temperamento esuberante, allegro e scanzonato sia in pista che nella vita privata, nel corso della sua carriera sportiva ebbe alcuni gravissimi incidenti, che non gli impedirono però di continuare a gareggiare. Il più tragico di questi gli occorse nel 1975, quando sulla sopraelevata di Daytona rimediò fratture in tutto il corpo a causa dello scoppio dello pneumatico posteriore della sua Suzuki TR 750 e la conseguente caduta a 280 km/h. Ottenne la sua ultima vittoria in una corsa iridata nel 1981, alla guida di una Yamaha. Terribili anche le conseguenze della caduta al circuito Paul Ricard nel 1980, dove subisce l'amputazione del mignolo sinistro, completamente maciullato.
Nel 1982 durante le prove per la gara di Silverstone si fracassò le gambe finendo con la sua Yamaha 500 contro la moto del francese Patrick Igoa caduto poco prima e rimasto in mezzo alla pista. In quest'occasione, i chirurghi ricompongono i suoi arti con 27 viti, pregandolo poi di abbandonare le competizioni. L'inglese deciderà diversamente e conquisterà ancora un podio sotto la pioggia del Sudafrica nel motomondiale 1984, con una Suzuki RG 500. Sheene, a seguito di questi infortuni, dovette subire numerosi e complessi interventi chirurgici che gli permisero di ricostruire gli arti inferiori a prezzo di numerose viti nelle ossa per tenerle insieme e ottenne il triste primato di pilota più fratturato della storia del Motomondiale.
Dopo una breve parentesi alla Yamaha e un ritorno alla Suzuki dell'importatore inglese Harris nell'ultimo anno di gare, si ritirò dalle competizioni nel 1984. Si trasferì in Australia per fare il commentatore sportivo, allettato anche dal clima che avrebbe portato benefici al suo fisico minato dalle numerose fratture. Saltuariamente ha guidato moto storiche, come in occasione del GP britannico svoltosi a Donington Park dove vinse due gare in sella ad una Norton 500; due mesi dopo finì secondo dietro all'ex campione del mondo Wayne Gardner durante il festival di Goodwood di velocità. La sua ultima vittoria è datata settembre 2002, in una gara per moto d'epoca a Goodwood, davanti a Wayne Gardner.
Barry Sheene morì prematuramente a 52 anni. Il cancro gli era stato diagnosticato il 22 giugno 2002, un tumore all'esofago e allo stomaco che Barry annunciò in agosto. Promise ai suoi fan che avrebbe lottato per vincere, ricevette testimonianze di affetto da tantissimi appassionati, ma lunedì 10 marzo 2003 il suo corpo si arrese alla malattia. Il giorno precedente avrebbe dovuto partecipare come starter d'eccezione al Gran Premio d'Australia di Formula 1. Valentino Rossi, suo grande ammiratore, omaggiò Barry Sheene dopo la sua morte, dopo la vittoria al GP d'Australia, sventolando una bandiera col numero 7, numero di gara di Barry.

## Il personaggio
Restano memorabili, oltre alle sue imprese in pista, alcuni episodi avvenuti in diversi aeroporti poiché passando sotto il macchinario che controlla la presenza di metallo, per individuare pistole e coltelli, Sheene provocava sempre l'innesco della sirena di allarme e doveva spiegare ai poliziotti che in corpo aveva una notevole quantità di metallo, consistente in viti e piastre, che i chirurghi gli avevano impiantato per curare i suoi numerosi infortuni di gara. Per tale motivo era soprannominato Iron Man ("Uomo d'acciaio"), nomignolo che soppiantò l'originario soprannome di "Baronetto", dovuto al fatto di essere stato insignito dell'ordine dell'Impero Britannico, e di presentarsi in circuito con una Mercedes o una Rolls-Royce, poi sostituite da un elicottero.
Storicamente, è stato il primo pilota del motomondiale a rinunciare al numero 1 di campione del mondo per tenere il suo numero 7 sulle carene, ad indossare tute di pelle colorate (anziché nere, come si usava all'epoca) e a chiedere il paraschiena. Provò a crearlo lui stesso con una serie di visiere da casco assemblate in modo tale da attutire gli urti durante le cadute. Fu anche uno dei primi ad utilizzare il casco integrale e a scagliarsi, boicottandolo, contro il Tourist Trophy, gara considerata troppo pericolosa.

## Risultati nel motomondiale

### Classe 50
| 1971 | Classe | Moto     |   |   |    |   |   |   |   |   |    |    |   |   |  |  | Punti | Pos. |
| ---- | ------ | -------- | - | - | -- | - | - | - | - | - | -- | -- | - | - |  |  | ----- | ---- |
| 1971 | 50     | Kreidler | - | - | NE | - | - | - | 1 | 4 | NE | NE | - | - |  |  | 23    | 7º   |

| Legenda | 1º posto        | 2º posto            | 3º posto            | A punti      | Senza punti        | Grassetto – Pole position Corsivo – Giro più veloce |
| Legenda | Gara non valida | Non qual./Non part. | Ritirato/Non class. | Squalificato | '-' Dato non disp. | Grassetto – Pole position Corsivo – Giro più veloce |

### Classe 125
| 1970 | Classe | Moto   |  |  |  |  |  |  |  |  |  |    |  |   |  |  | Punti | Pos. |
| ---- | ------ | ------ |  |  |  |  |  |  |  |  |  | -- |  | - |  |  | ----- | ---- |
| 1970 | 125    | Suzuki |  |  |  |  |  |  |  |  |  | NE |  | 2 |  |  | 12    | 13º  |

| 1971 | Classe | Moto   |   |     |     |   |   |   |   |   |   |    |   |   |  |  | Punti | Pos. |
| ---- | ------ | ------ | - | --- | --- | - | - | - | - | - | - | -- | - | - |  |  | ----- | ---- |
| 1971 | 125    | Suzuki | 3 | Rit | Rit | 2 | 1 | 2 | 3 | 1 | 1 | NE | 3 | 3 |  |  | 79    | 2º   |

| Legenda | 1º posto        | 2º posto            | 3º posto            | A punti      | Senza punti        | Grassetto – Pole position Corsivo – Giro più veloce |
| Legenda | Gara non valida | Non qual./Non part. | Ritirato/Non class. | Squalificato | '-' Dato non disp. | Grassetto – Pole position Corsivo – Giro più veloce |

### Classe 250
| 1971 | Classe | Moto           |   |   |  |     |   |   |     |   |   |   |   |   |  |  | Punti | Pos. |
| ---- | ------ | -------------- | - | - |  | --- | - | - | --- | - | - | - | - | - |  |  | ----- | ---- |
| 1971 | 250    | Derbi e Yamaha | - | - |  | Rit | - | 6 | Rit | - | - | - | - | - |  |  | 5     | 33º  |

| 1972 | Classe | Moto   |   |   |   |   |  |   |   |   |   |   |   |   |   |  | Punti | Pos. |
| ---- | ------ | ------ | - | - | - | - |  | - | - | - | - | - | - | - | - |  | ----- | ---- |
| 1972 | 250    | Yamaha | - | - | 4 | - |  | - | - | - | - | - | - | - | 3 |  | 18    | 13º  |

| Legenda | 1º posto        | 2º posto            | 3º posto            | A punti      | Senza punti        | Grassetto – Pole position Corsivo – Giro più veloce |
| Legenda | Gara non valida | Non qual./Non part. | Ritirato/Non class. | Squalificato | '-' Dato non disp. | Grassetto – Pole position Corsivo – Giro più veloce |

### Classe 500
| 1970 | Classe | Moto    |  |  |  |  |  |  |  |    |  |  |  |     |  |  | Punti | Pos. |
| ---- | ------ | ------- |  |  |  |  |  |  |  | -- |  |  |  | --- |  |  | ----- | ---- |
| 1970 | 500    | Bultaco |  |  |  |  |  |  |  | NE |  |  |  | Rit |  |  | 0     |      |

| 1973 | Classe | Moto   |  |  |  |    |  |  |  |  |  |  |     |  |  |  | Punti | Pos. |
| ---- | ------ | ------ |  |  |  | -- |  |  |  |  |  |  | --- |  |  |  | ----- | ---- |
| 1973 | 500    | Suzuki |  |  |  | AN |  |  |  |  |  |  | Rit |  |  |  | 0     |      |

| 1974 | Classe | Moto   |   |  |   |     |  |     |     |     |  |   |    |    |  |  | Punti | Pos. |
| ---- | ------ | ------ | - |  | - | --- |  | --- | --- | --- |  | - | -- | -- |  |  | ----- | ---- |
| 1974 | 500    | Suzuki | 2 |  | 3 | Rit |  | Rit | Rit | Rit |  | 4 | NE | NE |  |  | 30    | 6º   |

| 1975 | Classe | Moto   |  |    |    |     |     |  |   |     |   |     |     |    |  |  | Punti | Pos. |
| ---- | ------ | ------ |  | -- | -- | --- | --- |  | - | --- | - | --- | --- | -- |  |  | ----- | ---- |
| 1975 | 500    | Suzuki |  | NE | NP | Rit | Rit |  | 1 | Rit | 1 | Rit | Rit | NE |  |  | 30    | 6º   |

| 1976 | Classe | Moto   |   |   |   |    |  |   |   |   |  |  |  |    |  |  | Punti | Pos. |
| ---- | ------ | ------ | - | - | - | -- |  | - | - | - |  |  |  | -- |  |  | ----- | ---- |
| 1976 | 500    | Suzuki | 1 | 1 | 1 | NE |  | 1 | 2 | 1 |  |  |  | NE |  |  | 72    | 1º   |

| 1977 | Classe | Moto   |   |    |   |   |    |   |    |   |   |   |   |  |     |  | Punti | Pos. |
| ---- | ------ | ------ | - | -- | - | - | -- | - | -- | - | - | - | - |  | --- |  | ----- | ---- |
| 1977 | 500    | Suzuki | 1 | NP | 1 | 1 | NE | 1 | NE | 2 | 1 | 1 | 6 |  | Rit |  | 107   | 1º   |

| 1978 | Classe | Moto   |   |   |   |   |   |   |   |   |     |   |   |    |    |  | Punti | Pos. |
| ---- | ------ | ------ | - | - | - | - | - | - | - | - | --- | - | - | -- | -- |  | ----- | ---- |
| 1978 | 500    | Suzuki | 1 | 5 | 3 | 3 | 5 | 3 | 3 | 1 | Rit | 3 | 4 | NE | NE |  | 100   | 2º   |

| 1979 | Classe | Moto   |   |    |     |   |     |     |   |    |   |   |   |    |   |  | Punti | Pos. |
| ---- | ------ | ------ | - | -- | --- | - | --- | --- | - | -- | - | - | - | -- | - |  | ----- | ---- |
| 1979 | 500    | Suzuki | 1 | 12 | Rit | 4 | Rit | Rit | 2 | NP | 1 | 3 | 2 | NE | 1 |  | 87    | 3º   |

| 1980 | Classe | Moto   |   |   |     |    |     |    |  |     |    |  |  |  |  |  | Punti | Pos. |
| ---- | ------ | ------ | - | - | --- | -- | --- | -- |  | --- | -- |  |  |  |  |  | ----- | ---- |
| 1980 | 500    | Yamaha | 7 | 5 | Rit | NE | Rit | NQ |  | Rit | NE |  |  |  |  |  | 10    | 14º  |

| 1981 | Classe | Moto   |    |   |   |   |   |    |   |     |   |   |     |     |   |    | Punti | Pos. |
| ---- | ------ | ------ | -- | - | - | - | - | -- | - | --- | - | - | --- | --- | - | -- | ----- | ---- |
| 1981 | 500    | Yamaha | NE | 4 | 6 | 3 | 4 | NE | 5 | Rit | 4 | 2 | Rit | Rit | 1 | NE | 72    | 4º   |

| 1982 | Classe | Moto   |   |   |        |   |     |   |   |   |  |  |    |    |  |  | Punti | Pos. |
| ---- | ------ | ------ | - | - | ------ | - | --- | - | - | - |  |  | -- | -- |  |  | ----- | ---- |
| 1982 | 500    | Yamaha | 2 | 2 | [ 21 ] | 2 | Rit | 3 | 2 | 3 |  |  | NE | NE |  |  | 68    | 4º   |

| 1983 | Classe | Moto   |    |   |   |     |  |    |    |     |    |   |     |     |  |  | Punti | Pos. |
| ---- | ------ | ------ | -- | - | - | --- |  | -- | -- | --- | -- | - | --- | --- |  |  | ----- | ---- |
| 1983 | 500    | Suzuki | 10 | 7 | 9 | Rit |  | 13 | 13 | Rit | NP | 9 | Rit | Rit |  |  | 9     | 14º  |

| 1984 | Classe | Moto   |   |     |   |    |    |   |   |     |   |   |     |     |  |  | Punti | Pos. |
| ---- | ------ | ------ | - | --- | - | -- | -- | - | - | --- | - | - | --- | --- |  |  | ----- | ---- |
| 1984 | 500    | Suzuki | 3 | Rit | 7 | 10 | 10 | 5 | 7 | Rit | 9 | 5 | Rit | Rit |  |  | 34    | 6º   |

| Legenda | 1º posto        | 2º posto            | 3º posto            | A punti      | Senza punti        | Grassetto – Pole position Corsivo – Giro più veloce |
| Legenda | Gara non valida | Non qual./Non part. | Ritirato/Non class. | Squalificato | '-' Dato non disp. | Grassetto – Pole position Corsivo – Giro più veloce |